# Pujalt
Pujalt település Spanyolországban, Barcelona tartományban. Lakosainak száma 210 fő (2024).

## Földrajza
Pujalt Castellfollit de Riubregós, Calonge de Segarra, Calaf, Sant Martí Sesgueioles, Els Prats de Rei, Veciana, Sant Guim de Freixenet és Estaràs községekkel határos.

## Népesség
A település lakosságának változását az alábbi diagram mutatja:
| Lakosok száma | 375  | 646  | 481  | 321  | 182  | 194  | 203  | 198  | 210  | 210  |
|               | 1717 | 1887 | 1936 | 1960 | 1986 | 2004 | 2009 | 2014 | 2019 | 2024 |